# Малая Каменка (Ивано-Франковская область)
Ма́лая Ка́менка (укр. Мала Кам'янка) — село в Пядикской сельской общине Коломыйского района Ивано-Франковской области Украины.
Население по переписи 2001 года составляло 600 человек. Занимает площадь 8,08 км². Почтовый индекс — 78247. Телефонный код — 03433.